# Chebský most
Chebský most (Egerbrücke) v Karlových Varech spojuje obchodní a správní centrum na pravém břehu Ohře s místní částí Rybáře, kde se napojuje na silnici I/6. Přechází železniční trať Karlovy Vary – Johanngeorgenstadt a Ohři, kterou překlenuje na říčním kilometru 175,8.
Se vzdáleným Chebem (Eger) má máloco společného, pojmenování vzniklo neporozuměním obecnému německému názvu Egerbrücke (most přes Ohři).
Od roku 2017 je chráněn jako kulturní památka.

## Historie
Most byl postaven v letech 1867–1868 podle projektu z roku 1866. Do provozu byl uveden v roce 1869. Při přestavbě v letech 1891–1892 byly rozšířeny chodníky po obou stranách mostu vyložením na kamenné konzoly a opatřeny novým železným zábradlím. Další přestavba proběhla v letech 1903–1904. Vozovka byla zvednuta o 0,75 metrů a mostovka byla oboustranně rozšířena o ocelové chodníky. Nové chodníky na nových konzolách byly provedeny jako samostatná ocelová nýtovaná konstrukce šířky 2 metry. Celková šířka se tím zvětšila na téměř 11 metrů. Další opravy proběhly až v 80. letech 20. století. V roce 1984 došlo k havarijnímu přetržení táhel a odklonění chodníků. Most byl rekonstruován za 380 dní od počátku havárie a v roce 1985 již sloužil veřejnosti.

## Stavební podoba
Silniční kamenný most je pětiobloukový s pěti segmentovými klenbami o rozpětí kolem 17,5 metrů. Klenby nesou čtyři pilíře, z nichž tři jsou založeny v říčním korytě, jeden je založen na břehu. Vročení na kamenné kartuši nad pilířem na kamenné kartuši nad pilířem připomíná rok vzniku 1869. Celková délka mostu je 111,2 metru, šířka včetně chodníků 8,8 metru.